# Muskeg Lake 102F
Muskeg Lake 102F är ett reservat i Kanada.   Det ligger i provinsen Saskatchewan, i den centrala delen av landet, 2 400 km väster om huvudstaden Ottawa.
Trakten runt Muskeg Lake 102F består till största delen av jordbruksmark. Trakten runt Muskeg Lake 102F är nära nog obefolkad, med mindre än två invånare per kvadratkilometer.